# Gefängnis Leistikowstraße

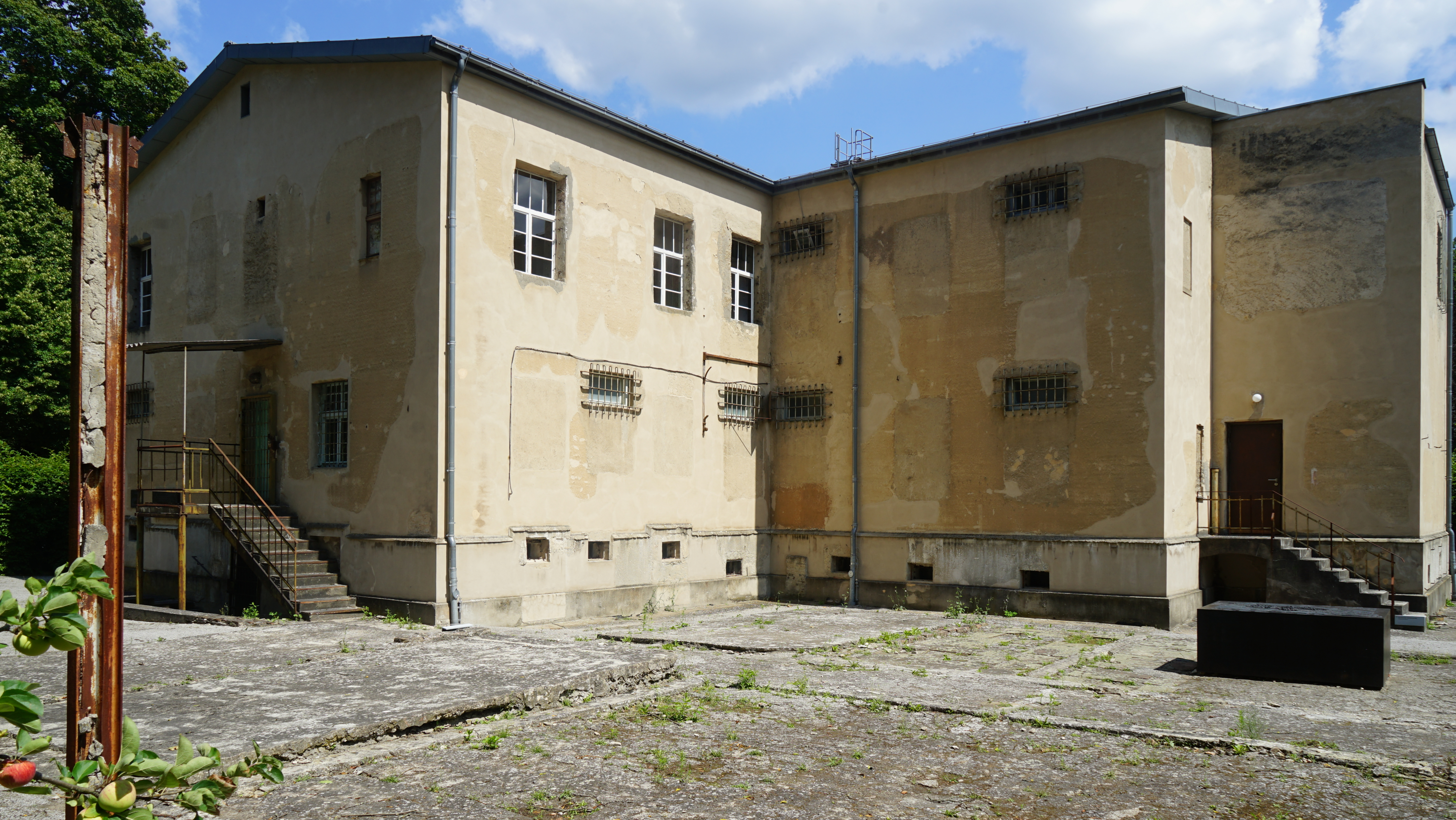
Ansicht der Hofseite, 2025

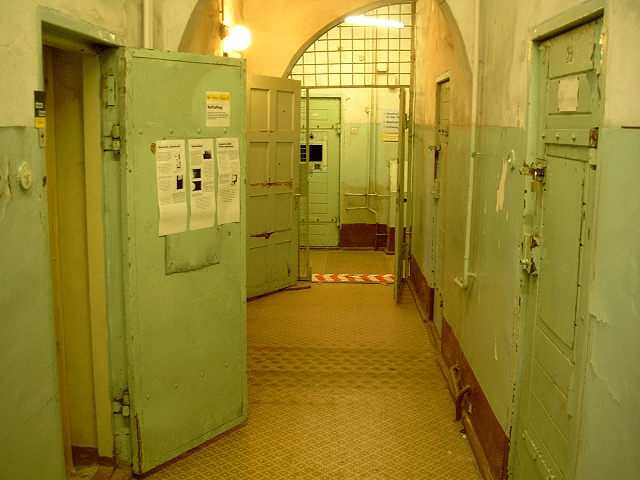
Zellentrakt im KGB-Gefängnis Potsdam

Das Gefängnis in der Leistikowstraße 1 in Potsdam war eine Untersuchungshaftanstalt des Geheimdienstes Militärspionageabwehr der sowjetischen Besatzungsmacht in der SBZ bzw. DDR.

## Gebäude
Das Gebäude wurde ursprünglich 1916–1918 vom Evangelisch-Kirchlichen Hilfsverein (EKH) errichtet. Nach der Potsdamer Konferenz im August 1945 wurden etwa 100 Häuser der Nauener Vorstadt, die an den Neuen Garten grenzt, von der sowjetischen Besatzungsmacht abgeriegelt und in Militärstädtchen Nr. 7 umbenannt. In der Geheimdienststadt befand sich das Hauptquartier der Militärspionageabwehr, die ab 1954 als selbstständige III. Hauptabteilung zum KGB gehörte. Das Hauptquartier war im früheren Mädcheninternat Kaiserin-Augusta-Stift untergebracht. Das danebenliegende Gebäude diente der Spionageabwehr als Sitz der Vernehmungsabteilung. Gleich nebenan in der Leistikowstraße 1 (bis 1945 Mirbachstraße 1) wurde das Wohn- und Geschäftshaus des EKH, in dem die Evangelische Reichsfrauenhilfe ihren Sitz gehabt hatte, als zentrales Durchgangs- und Untersuchungsgefängnis für die SBZ bzw. DDR genutzt.

## Geschichte
Bis 1955 wurden dort Menschen unterschiedlicher Nationalität, darunter vor allem Sowjetbürger, aber auch Deutsche festgehalten, erkennungsdienstlich behandelt, oft monatelang ohne jeden Rechtsbeistand verhört, teilweise misshandelt und zu unverhältnismäßig hohen Haftstrafen (in sowjetischen Speziallagern auf dem Gebiet der SBZ oder im Gulag) bzw. zum Tode verurteilt. Die Basis der Verurteilung durch sowjetische Militärtribunale bildeten zumeist erpresste Geständnisse. Ab 1955 hielt der sowjetische Geheimdienst ausschließlich sowjetische Militärangehörige oder Zivilangestellte der sowjetischen Truppen dort fest. Wie viele Menschen davon insgesamt betroffen waren, ist bis heute unbekannt. Etwa 80 Häftlinge des Gefängnisses Leistikowstraße ließ der Geheimdienst an einem unbekannten Ort in Potsdam oder in Moskau nach ergangenem Todesurteil erschießen. Das Gefängnis war bis zur Auflösung des KGB 1991 in Betrieb. Danach wurde es als Lager genutzt. Mit dem Abzug der sowjetischen/russischen Truppen aus Deutschland wurde es 1994 dem Evangelisch-Kirchlichen Hilfsverein zurückgegeben.

## Gedenkstätte

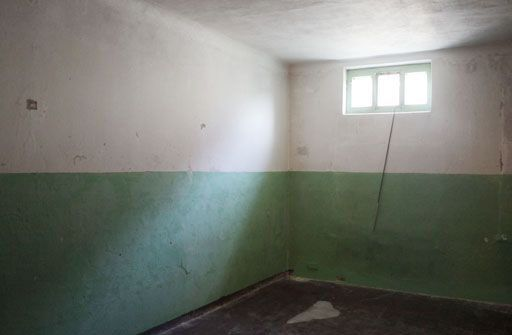
Gefängniszelle im Originalzustand, 2010

Nach der Restaurierung 2007/2008 eröffnete am 29. März 2009 die vom Land Brandenburg und vom Bund finanzierte, Ende Dezember 2008 gegründete Gedenk- und Begegnungsstätte Leistikowstraße Potsdam. Architekt ist Wolfgang Brune aus München. Sie wurde als Treuhandstiftung durch die Stiftung Brandenburgische Gedenkstätten verwaltet. Seit 2009 wurde eine Dauerausstellung zur Geschichte des Untersuchungshaftgefängnisses und den Schicksalen der Inhaftierten erarbeitet, die seit April 2012 besichtigt werden kann. Das Bundesland Brandenburg, die Bundesrepublik Deutschland und private Spender haben für die Einrichtung der Gedenkstätte 2,2 Millionen Euro zur Verfügung gestellt.
Seit dem 30. Juni 2023 gehört die Einrichtung vollumfänglich zur Stiftung Brandenburgische Gedenkstätten. Die Gedenk- und Begegnungsstätte Leistikowstraße Potsdam ist mit regelmäßigen Öffnungszeiten für Besucher zugänglich. Der Eintritt ist frei.